# (22716) 1998 SV9
(22716) 1998 SV9 est un astéroïde de la ceinture principale d'astéroïdes de 11,184 km de diamètre découvert en 1998.

## Description
(22716) 1998 SV9 a été découvert le 16 septembre 1998 à Višnjan, une municipalité située dans le comitat d'Istrie en Croatie, par l'Observatoire de Višnjan.

### Caractéristiques orbitales
L'orbite de cet astéroïde est caractérisée par un demi-grand axe de 3,13 UA, un périhélie de 2,67 UA, une excentricité de 0,15 et une inclinaison de 1,69° par rapport à l'écliptique. Du fait de ces caractéristiques, à savoir un demi-grand axe compris entre 2 et 3,2 UA et un périhélie supérieur à 1,666 UA, il est classé, selon la JPL Small-Body Database, comme objet de la ceinture principale d'astéroïdes.

### Caractéristiques physiques
(22716) 1998 SV9 a une magnitude absolue (H) de 13,9 et un albédo estimé à 0,039, ce qui permet de calculer un diamètre de 11,184 km.Ces résultats ont été obtenus grâce aux observations du Wide-Field Infrared Survey Explorer (WISE), un télescope spatial américain mis en orbite en 2009 et observant l'ensemble du ciel dans l'infrarouge, et publiés en 2015 dans un article présentant les résultats concernant 7 956 astéroïdes.